# Carl Gustav Jung
Carl Gustav Jung (Kesswill, 26. srpnja 1875. – Zürich, 6. lipnja 1961.), švicarski psiholog i psihijatar.
Doktorirao je medicinu u Baselu. Godine 1904. razradio je metodu testiranja koja je postala standardni postupak u otkrivanju "kompleksa". Začetnik je tzv. analitičke psihologije u kojoj se razlikuju dva sloja nesvjesnoga : osobno nesvjesno i kolektivno nesvjesno (rjeđe korišteni naziv je "arhetipska psihologija"- no, taj se nazivak rabi i za varijantu jungovske psihologije koju je razvio moderni Jungov nastavljač James Hillman). Jungova psihologija dala je značajne rezultate u interpretaciji mitoloških i religijskih simbola. Njegova djela imaju snažan utjecaj u mnogim područjima kulturnog stvaralaštva (Jungov je utjecaj vidljiv, npr. u djelima Mircea Eliadea, Josepha Campbella, Ericha Neumanna, Hermanna Hessea,..).

## Osnove Jungove psihologije
Jung je svoju inačicu psihoanalize razvijao nakon raskida s Freudom, praktički do konca života. Budući da je neke od osnovnih pojmova mijenjao tijekom vremena, te da se u korpusu njegovih sabranih djela može naći više zbunjujuće protuslovnih definicija temeljnih ideja, ovdje će biti prikazani temeljci Jungove psihologije u njenom završnome obliku. Također, Jungova psihologija opterećena je i nazovislovnom zbrkom: najčešći pojam u porabi je «analitička psihologija», katkad «dubinska psihologija», a nerijetko (što je, možda, i najprimjereniji nazivak) i «arhetipska psihologija»- iako se taj termin koristi i za opis oblika psihologije što ga je razvio Jungov učenik James Hillman.
Jungov model psihe uključuje nekoliko glavnih sastavnica:
- ego ili svjesno biće- identično Freudovoj definiciji ega

- osobno nesvjesno ili dinamičko skladište poriva, frustracija, strepnji i želja pojedinca

- kolektivno nesvjesno ili, po Jungu, rezervoar nesvjesnih sadržaja nastao tijekom ljudske evolucije

Posljednji dio je i najkontroverzniji, te odvaja Jungovu psihologiju od ostalih varijanti psihoanalize i približava ju drevnim filozofskim učenjima. Po istraživanjima povjesničara Jungove misli, izgleda da su se dva toka susrela u Jungovoj definiciji kolektivnoga nesvjesnoga: zastarjela vitalistička medicina kakva se poučavala na sveučilištu u Zurichu koncem 19. stoljeća i u kojoj se sreće pojam «praslika» (Urbilder) što navodno generiraju osobne ljudske sklonosti; druga je indijska upanišadska tradicija, te zapadne okultne struje gnoze, hermetizma i alkemije. Jung je kolektivno nesvjesno u početku zamišljao kao skladište nesvjesnih psihičkih sadržaja koji bi bili odlika pojedinih nacija, «rasa» ili kultura, u skladu s neoromantičnim razmišljanjima početka 20. stoljeća. Po tom bi, npr. kolektivno nesvjesno kod psihoanalize Francuza uzrokovalo pojavu drugačijih svjesnih psiholoških obrazaca nego kod, recimo, Norvežana. No, Jung je vrlo brzo napustio tu sklisku definiciju i prihvatio onu kojoj bi primjereniji naziv bio univerzalno nesvjesno. Po Jungu, kolektivno nesvjesno sadrži četiri arhetipa ili univerzalna praoblika ili obrasca: Jastvo, Animus, Anima i Sjena (doduše, Jung na drugim mjestima piše da arhetipova ima bezbroj, ponekad pak Sjenu ne stavlja među arhetipove, a Personu da. No, ovdje će biti dana definicija koja se najčešće sreće.). Ti su arhetipovi nalik na ideje ili forme u Platonovoj filozofiji (samo se kod Junga ne mogu izravno percipirati, nego tek u manifestacijama). Poznavatelji zapadnoga okultizma prepoznaju u Jungovom pojmu kolektivnoga nesvjesnoga kauzalni plan teozofa, noetički svijet hermetika te prvu hipostazu neoplatonika.
Arhetipovi su sljedeći:
- Jastvo ili «pravi ja» osobe, nadosobni je centar psihe koji ju, na paradoksalni način, i sadrži. Jung ga je izrijekom izjednačio s Atmanom iz Chandogya upanišade, Buddha prirodom iz tekstova Zen budizma, Lapisom alkemičara i Nousom Plotina. U tradicijama se, po Jungu, Jastvo manifestira najčešće kao primordijalni čovjek, Adam Kadmon u kabalističkom judaizmu, Mahapurusha u hinduizmu, Antropos u gnosticizmu, Krist kao Logos u kršćanstvu te Buda u budizmu.[2]

- Animus je praslika muškarca u ženi

- Anima je praslika žene u muškarcu

- Sjena je središnja zapreka koja koči i uništava pojedinca, «unutarnji Đavo»- suma autodestruktivnih i konstriktivnih energija nesvjesnoga

Po Jungu, arhetipovi se ukazuju u snovima, sanjarenjima, slobodnim asocijacijama preko simbola među kojima su najpoznatiji mudri starac (za Jastvo), kralj (može biti Jastvo, a i Animus- ovisno o surječju), kraljica (Jastvo, ali i Anima) i sl. Također, važnu ulogu u Jungovoj psihologiji ima Persona ili maska- lik koji osobnost/personalnost «navlači» ili su u nj «uvlači», uglavnom nesvjesno, tijekom saobraćaja s drugim ljudima i u prilagodbi raznim životnim situacijama. Persona je, esencijalno, uloga ili maska koju osobnost igra u životu (otac, domaćica, službenik, vojnik,..).
Cijela se Jungova psihologija može sažetu u jednu riječ: individuacija. Individuacija je rast personalnosti koja, u iskustvima i dramama života, kroz susret s arhetipovima dolazi do ostvarene zrelosti i cjelovitosti. Po Jungu, njegova je vrsta psihologije namijenjena više ljudima zrelije dobi koji su realizirali svoje osobne ambicije (seks, karijera, obitelj, društveno priznanje) te se, zasićeni životnim iskustvima, nalaze na pragu duhovne krize i propitivanja onoga što se često zove «smisao života». Potencijalni prigovor da, tako definiranoj, njegovoj psihologiji nedostaje univerzalnost Jung je otklonio tvrdnjom da i mladi ljudi mogu osjećati snažan poriv za individuacijom, no da se to ipak češće događa u zrelije životno doba: izuzetci bi bili veoma rano psihički razvijeni pojedinci, te ljudi takve psihološke konstitucije kojima su stalnice ljudskoga postojanja-obitelj i karijera- u drugome planu. Sam je Jung prihvatio Freudov obrazac formiranja osobnosti u ranim fazama djetinjstva, no inzistirao je na tome da je Freudova cjelokupna vizura ograničena i plošna: po Jungu, Freud je u skladu s mehaničko-materijalističkom paradigmom i svojim «hidrauličkim» modelom psihe zapravo nametnuo parcijalno vrijednu interpretaciju životnoga rasta kao univerzalnu-ili, stigavši na pola puta, pomislio je da je prešao sav put.
Jungov obrazac psihičkoga rasta, inkorporirajući Freudov, predstavlja pojedinca kao biće koje, svjesno i nesvjesno, stremi ozbiljenju stanja punoće sebstva (nešto nalik na diktum iz Shakespeareovog "Hamleta"- "Budi vjeran svom istinskomu Ja"). Individuacija je proces u kojem čovjek, apsorbirajući psihičke energije što emaniraju iz arhetipova kolektivnoga nesvjesnog u svjesno iskustvo, te nadvladavajući opstrukciju unutarnjega neprijatelja ili Sjene i time ekspandirajući polje ego-personalnosti, raste do vrhunca susreta sa simbolima Jastva (često prikazanima u likovima osnivača religija poput Krista, no, nerijetko u slikama cjelovitosti kakve je Jung našao u hinduističkim i budističkim mandalama, geometrijski pravilnim i zaokruženim figurama), ostvarujući time istinski životno ispunjenje i cjelovitost.
U Jungovoj se psihologiji pojavljuju, kao temeljni, još dva pojma: psihoidnost zbilje i sinkronost ili sinkronicitet. Prvi je Jung definirao metaforički: po njegovoj su izrijeci psiha i fizička stvarnost lice i naličje istoga novčića. Ako se išta suvislo da iščitati iz te tvrdnje, izgleda da je, bar u naznakama, kod Junga postojala sklonost objektivnom idealizmu: jer tvarna zbilja nije projekcija psihe, niti je psiha manifestacija oblika visokoorganizirane tvari (stari problem um/mozak)- najrealnije je reći da po Jungu fundamentalna zbilja obuhvaća i sadrži kako mentalne tako i materijalne elemente, no jedan ne proizlazi iz drugoga. Ovaj svjetonazor, koji je zapravo nejasan ontološki i metafizički iskaz, Jung nije do konca razjasnio. Sukladno toj metafizici, Jung je postulirao i novi prirodni zakon- sinkronicitet. Po njemu, radi se o akauzalnim vezama među pojavama u materijalnom univerzumu i ljudskim psihičkim doživljajima- opet, ovdje pojave idu «jedna uz drugu» a ne proistječu jedna iz druge. Ilustracije su najčešće iz područja parapsihologije (telepatija, prekognicija, ..) te disciplina kao astrologija ili I Ching.
Status Jungove psihologije u novije vrijeme ne može se jednoznačno odrediti, no zorna su bar dva trenda: po znanstveno, pa i scijentistički orijentiranim psiholozima Jung zapravo i nije psiholog nego moderno utjelovljenje okultnoga metafizičara, žreca i proroka. Po tom je poimanju cijela zgrada Jungove psihologije bezvrijedno okultno petljanje, i kao sustav još ranjivija na kritiku od Freudove, u dobroj mjeri diskreditirane psihoanalize. Budući da su empirijske i kvantitativne paradigme doživjele procvat u zadnjim desetljećima (kognitivna znanost, medicinsko imaginiranje mozga, neuropsihologija, računalne simulacije biokemijskih uzroka mentalnih poremećaja,..), Jungov pristup se u novom ozračju doima beznadno zastarjelim i neznanstvenim. S druge strane, Jungovi su sljedbenici uspjeli u integraciji analitičke psihologije u psihijatrijske nastavne planove u većini zapadnih sveučilišta, pa je Jungov pristup zadobio stanovitu akademsku respektabilnost. No, glavni utjecaj Junga nije u području medicine ili psihijatrijske terapije (uostalom, velik je dio jungovskih analitičara stekao diplome ne na medicinskim studijama, nego na umjetničkima i sličnim specijaliziranima institutima), već u širem području kulture, a napose u interpretaciji mitologije, te kao inspiracija u poljima književnosti, filma, vizualnih umjetnosti i sl. Simultano sa slabljenjem utjecaja u znanstvenim krugovima informatičkoga doba, Jungova nazočnost neprekidno raste u svim porama humanistike, a posebice u onome dijelu opće kulturi modernoga doba zasićenome dominantnim materijalizmom i scijentizmom.

## Djela
- "Preobrazbe i simboli libida"
- "Psihološki tipovi"
- "Veze između ja i nesvjesnog"
- "Psihologija i religija"
- "Psihologija i alkemija"
- "Mysterium coniunctionis"
- "Čovjek i njegovi simboli" (uvod)
- "Sjećanja, snovi, razmišljanja"
- "Crvena knjiga"

Na hrvatski su prevedeni do sada "Čovjek i njegovi simboli", "Odgovor Jobu", "Psihologija i alkemija", te autobiografija "Sjećanja, snovi i razmišljanja". 
Neke od zanimljivosti povezane s Jungovom pojavom u Hrvatskoj su:
- Jung je spomenuo hrvatskoga psihologa Ramira Bujasa u radu o sinkronicitetu

- prijevod "Psihologije i alkemije" na hrvatski 1984. (prevela Štefica Halembek, redigirao Tomislav Ladan) ondašnja je hrvatska politička vrhuška ocijenila kao "nacionalistički" u jeziku. Također, nakon raspada Jugoslavije taj je prijevod opet preveden na srpski - što je jedan od interesantnih podataka za proučavatelje odnosa hrvatskog i srpskog jezika.

## Vanjske poveznice
- Jungova tipologija
- Archive for Research in Archetypal Symbolism: A pictorial and written archive of mythological, ritualistic, and symbolic images from all over the world and from all epochs of human history.
- A short bio of Jung
- The Jung Page. Original essays, reprinted articles, reviews of books and films, research tools, a lexicon of terms, and other works.
- C.G. Jung's Polish Website of Analytical Psychology
- Influence on Friesian philosophy